# Chaudenay (Alta Marna)
Chaudenay è un comune francese di 313 abitanti situato nel dipartimento dell'Alta Marna nella regione del Grand Est.

## Società

### Evoluzione demografica
Abitanti censiti